# Mark Romanek
Mark Romanek est un réalisateur américain né le 18 septembre 1959 à Chicago qui est principalement connu pour ses clips vidéos. Son style est si personnel que certains acteurs, tels que Robin Williams et Ben Stiller, n'hésitent pas à qualifier ses travaux de « Romanekiens ».

## Réalisations

### Clips
Il est l'auteur de plusieurs clips célèbres réalisés pour le groupe Nine Inch Nails. Il a aussi travaillé pour de nombreux artistes allant de musiciens rock jusqu'au courant rap américain.
Il a notamment travaillé avec : David Bowie, Red Hot Chili Peppers, Linkin Park, Michael Jackson et Janet Jackson, No Doubt, Beck, Johnny Cash, U2, Jay-Z, Taylor Swift, Madonna, R.E.M., ou encore Lenny Kravitz.
Un DVD sorti en 2003 permet de se faire une idée du talent de Mark Romanek: Directors Series, The work of director Mark Romanek.

### Films
- 1985 : Static
- 2002 : Photo Obsession (One Hour Photo)
- 2010 : Auprès de moi toujours (Never Let Me Go)